# Herman van Veen
Pour les articles homonymes, voir van Veen.
Herman van Veen, né le 14 mars 1945 à Utrecht, est un acteur, musicien, parolier et chanteur néerlandais.
Il a notamment traduit et interprété, en allemand et en néerlandais, des chansons de Serge Reggiani, Jacques Brel et Jean Ferrat.

## Biographie
Herman van Veen grandit dans une famille d'ouvriers. Il étudie le violon au Conservatoire d'Utrecht. En 1965, il fait ses débuts au théâtre dans un programme de clowns d'Arlequin.
Il enregistre ses premières chansons dès 1969, créant un style mêlé de cabaret, de satire et de musique. En 1976, il crée le spectacle musical pour enfants Alfred Jodocus Kwak, qui deviendra en 1989 une série de dessins animés.
Il a été ambassadeur pour l'Unicef. Il a fondé quatre associations qui défendent les droits de l'enfant : Colombine, AJK, Roos et la Fondation Herman van Veen.
Il a reçu le titre de chevalier de l’ordre d'Orange-Nassau en 1993. Il a également reçu la caméra d'or, un ours d'argent au Festival du film de Berlin, le Grand Prix de l’Académie Charles-Cros de littérature musicale pour son spectacle et son album Chapeau en 2003.

## Vie privée
Il fut l'époux de l'actrice Marlous Fluitsma. Il est le père de l'actrice et chanteuse Babette van Veen et de la chanteuse Anne van Veen (nl).

## Discographie
en français
- Herman van Veen chante en VF 1985
- Des bleus partout 1990
- Tes bisous sont plus doux 2000
- Chapeau 2003

en néerlandais
- Voor een verre prinses 9-1-1971
- Goed voor een glimlach 19-6-1971
- Carré 11-9-1971
- Bloesem 16-9-1972
- En nooit weerom 9-11-1974
- Tien jaar gezongen 6-12-1975
- Amsterdam / Carré 3 21-8-1976
- Overblijven 2-4-1977
- Op handen 30-9-1978
- De wonderlijke avonturen van Herman en de Zes 31-3-1979
- Een voorstelling / Carré 4 21-4-1979
- Kerstliederen 15-12-1979
- Iets van een clown 26-9-1981
- Signalen 5-5-1984
- De wisselaars 23-11-1985
- Anne 11-10-1986
- De zaal is er / Carré V 25-4-1987
- 20 jaar in vogelvlucht 17-10-1987
- Rode wangen 21-10-1989
- Alfred Jodocus Kwak 24-3-1990
- Blauwe plekken 31-3-1990
- In vogelvlucht II 19-10-1991
- You take my breath away 10-10-1992
- Voor wie anders 13-11-1993
- Sarah 30-3-1996
- Alles in de wind / Carré 7 20-12-1997*
- Nu en dan 1-9-1999
- Je zoenen zijn zoeter 18-9-1999 avec le Rosenberg trio
- Carré 2000 25-8-2001
- Er was eens... 5-1-2002
- Andere namen 23-3-2002
- Vaders 19-3-2005

## Filmographie
- Uit elkaar (1979)
- Ciske de Rat (1984)
- Nachtvlinder (1999)

## Bandes dessinées (comme scénariste)
- Alfred Jodocus Couac (1989)

## Récompenses et distinctions
- 2012 : prix Münchhausen